# ريتشارد هيندلي
ريتشارد هيندلي (25 أبريل 1975 في المملكة المتحدة - )  (بالإنجليزية: Richard Hindley)‏ هو لاعب كريكت بريطاني. لعب مع نادي مقاطعة هامبشاير للكريكت ‏ وHampshire Cricket Board ‏.

## وصلات خارجية
- ريتشارد هيندلي على موقع إي آس بي آن كريك إنفو (الإنجليزية)